# Bourne Castle
Bourne Castle var ett slott i Storbritannien.   Det låg i nuvarande grevskapet Lincolnshire och riksdelen England, i den sydöstra delen av landet, 140 km norr om huvudstaden London. Området befinner sig 17 meter över havet.
Terrängen runt Bourne Castle är platt, och sluttar brant österut. Runt Bourne Castle är det ganska tätbefolkat, med 139 invånare per kvadratkilometer. Närmaste större samhälle är Bourne, 0,29 km väster om Bourne Castle. Trakten runt Bourne Castle består till största delen av jordbruksmark.